# 盲人、視覚障害者その他の印刷物の判読に障害のある者が発行された著作物を利用する機会を促進するためのマラケシュ条約
盲人、視覚障害者その他の印刷物の判読に障害のある者が発行された著作物を利用する機会を促進するためのマラケシュ条約（もうじん、しかくしょうがいしゃそのたのいんさつぶつのはんどくにしょうがいのあるものがはっこうされたちょさくぶつをりようするきかいをそくしんするためのマラケシュじょうやく、英: Marrakesh Treaty to Facilitate Access to Published Works by Visually Impaired Persons and Persons with Print Disabilities、英語での通称はMarrakesh VIP Treaty、MVT）は、2013年6月28日にモロッコのマラケシュで採択された著作権に関する条約である。

## 概要
本条約は、本やその他の著作権により保護された作品について、視覚的に障害のある人等がアクセスできる点字図書や録音図書等のバージョンの作成を容易にするために、著作権の例外を容認するものである。本条約は、彼らの活動をカバーし、締約国がそのような素材の輸入及び輸出を可能にする国内の著作権の例外を規定するための規範を定めている。
本条約は、1994年に作成された世界貿易機関を設立するマラケシュ協定に続く、マラケシュに関連する2番目の国際的な貿易条約である。

## 経緯
2009年3月に開催された第18回世界知的所有権機関（WIPO）著作権及び著作隣接権に関する常設委員会 (Standing Committee on Copyright and Related Rights, SCCR) において、ブラジル、エクアドル、パラグアイから世界盲人連合による条約案 (SCCR/18/5) の提示を受けた。その後、議論が続けられ、2013年6月17日から28日までモロッコのマラケシュで本条約採択のための外交会議が開催された。
マラケシュでの外交会議の閉会時に条約に署名したのは51箇国で、最終的には79箇国とEUが署名した。2014年7月24日、インドが本条約の加入書を寄託した最初の国となった。本条約の発効には20箇国の批准書または加入書の寄託が必要とされるが（本条約18条）、2016年6月30日にカナダが批准書を寄託したことによりこの条件が達成され、同年9月30日に発効した。
2015年3月、欧州連合理事会はいつになく厳しい声明を出し、欧州委員会をEUによる本条約採択の遅れの件で非難し、同委員会が「遅滞なく必要な法律の立案をすること」を求めた。

## 実体規定
本条約の受益者は、3条に次のとおり規定されている。
- 盲人である者[13]
- 視覚障害又は知覚若しくは読字に関する障害のある者であって、そのような障害のない者の視覚的な機能と実質的に同等の視覚的な機能を与えるように当該障害を改善することができないため、印刷された著作物を障害のない者と実質的に同程度に読むことができないもの[14]
- 身体的な障害により、書籍を持つこと若しくは取り扱うことができず、又は読むために通常受け入れ可能な程度に目の焦点を合わせること若しくは目を動かすことができない者[15]。

この規定から分かるように、本を読むことができない者は、目が見えない者に限られない。例えば、筋萎縮性側索硬化症の症状が進行した患者や肢体不自由者には、文章を理解することができても、本のページをめくることができない者もいる。一方、識字障害者のように、ページをめくることができるが、記述の内容を理解できないために、本を読んだことにならない者もいる。
視覚障害者が、出版物についてアクセスできる形式で入手できるものは5 %程度しかないと推定されており、本条約は、本のような著作物を読むことができない者に対し、それらの者が利用しやすい形式で制作された複製物を提供できるようにするため、加盟国に著作権に制限規定または例外規定を設けることを求めている（本条約4条）。もっとも、これらの規定が当該著作物についての権利者の正当な利益を不当に害したり、当該著作物の通常の利用を妨げたりすることはない（本条約11条）。
また、ある本につき同じ代替著作物を作成する重複労力を削減するため、加盟国間で代替著作物の輸出入が円滑に行われるための制度を整備する必要がある（本条約6条）。

### 権限を与えられた機関
締約国において視聴覚障害等の受益者（以下、本ページにおいて単に「受益者」という。）が利用しやすい様式とした著作物の複製物や公衆送信のサービスを提供する「権限を与えられた機関」(Authenticated Entity, AE) とは、政府により、受益者に対して、教育、教育訓練、障害に適応した読字または情報を利用する機会を非営利で提供する権限を与えられ又は提供することを認められた機関をいう（本条約4条、2条(c)）。権限を与えられた機関には、主要な活動又は制度上の義務の1つとして受益者に同様のサービスを提供する政府機関及び非営利団体が含まれる（本条約2条(c)）。権限を与えられた機関は、他に、同機関が提供するサービスの対象者が受益者であることを確認すること、利用しやすい様式の複製物を受益者又は他の権限を与えられた機関にのみ譲渡し、そして、当該複製物をそれらの者が利用可能とすること、当該複製物を用いた許諾されていない複製、譲渡、並びに利用可能化を防止すること、及び、受益者のプライバシーを尊重しつつ、継続的に著作物の複製物の取扱いについて十分な注意を払い、並びに記録すること、を行うことの実務の方法を確立し、これに従う必要がある（同項）。
締約国は、自国において、受益者のために著作物を利用しやすい様式にした複製物が作成される場合には、権限を与えられた機関がそのような複製物を他の締約国の受益者又は権限を与えられた機関に譲渡すること又はそれらの者が利用可能となるような状態におくことができることを定めることができる（本条約5条）。
ある締約国の受益者又は権限を与えられた機関には、著作物の権利者（複製権、送信可能化権者など）の許諾を得ずに、他の締約国で作成された受益者のために著作物を利用しやすい形式にした複製物を輸入することが認められる（本条約6条）。

## 締約国
- アルゼンチン、オーストラリア、ボツワナ、ブラジル、ブルキナファソ、カナダ、チリ、コスタリカ、朝鮮民主主義人民共和国、エクアドル、エルサルバドル、ガーナ（2018年8月11日効力発生予定）、グアテマラ、ホンジュラス、インド、イスラエル、ケニア、キルギス、レソト（2018年6月30日効力発生予定）、リベリア、マラウイ、マリ共和国、メキシコ、モンゴル、ナイジェリア、パナマ、パラグアイ、ペルー、大韓民国、モルドバ、ロシア、セントビンセント・グレナディーン、シンガポール、スリランカ、チュニジア、ウガンダ（2018年7月23日効力発生予定）、アラブ首長国連邦、ウルグアイ（38箇国）[17]

### 日本
日本においては、2018年の第196回国会に提出され、3月29日に衆議院本会議、4月25日に参議院本会議で、全会一致で条約締結が承認された。同年10月1日（現地時間）、日本政府はスイスのジュネーブにおいて条約の加入書を世界知的所有権機関 (WIPO) 事務局長に寄託、10月2日には「条約第10号及び外務省告示第304号」として公布及び告示する。効力を生じたのは、2019年1月1日である。日本政府はその実施に向けて初回報告を国連にあげると、「障害者の権利に関する委員会」より質問事項を受け取った（2019年9月23日 - 27日に開かれた国連会期前作業部会の採択分）。
これらに先立ち国公私立大学図書館協力委員会以下、全国学校図書館協議会、全国公共図書館協議会、専門図書館協議会及び日本図書館協会は連名で「図書館の障害者サービスにおける著作権法第37条第3項に基づく著作物の複製等に関するガイドライン」を2013年9月2日付で一部修正、別表に示した。複製等の媒体は著作権法第37条第3項に定めがある。また同ガイドラインはサービス提供において、図書館の間で視覚障害者等用資料を積極的に融通し合い、また円滑な実施の体制整備を図るように求めている。
日本における「権限を与えられた機関」 とは著作権法第37条第3項「視覚障害者等のための複製又は自動公衆送信が認められる者」に当たる日本障害者リハビリテーション協会がある（2010年4月1日付指定、根拠法は著作権法施行令第2条第1項第2号。）

## 評価
クイーンズランド大学法律学部の講師ポール・ハーパー博士はアクセシビリティに関する一連の論文の一部として、本条約は著作権の世界がどのようにプリント・ディスアビリティを持つ人々とアクセシビリティにアプローチするかについてのパラダイムシフトを表わすと主張している。本条約が好ましい一歩であるとしても、ハーパー及びスゾーは国連障害者権利条約において仮定されたように障害のある人々に読む権利を完全に認めさせるために多くのニーズがあると論じている。

## 関連文献
- 野村美佐子「動向レビュー マラケシュ条約 : 視覚障害者等への情報アクセスの保障に向けたWIPOの取り組み」『カレントアウェアネス』第321号、東京 : 日本図書館協会、2014年9月、p.18-21。
- 河村宏「マラケシュ条約への期待 (特集 障害者サービス最新事情)」

『みんなの図書館』第496号、図書館問題研究会（編）、2018年8月、p.9-14。
- 宇野和博「マラケシュ条約批准と著作権法改正、そして真の読書バリアフリーを目指して 読書バリアフリー法の早期実現を」『出版ニュース』第2488号、2018年8月上旬、p.4-9。
- 河村宏「マラケシュ条約における出版と図書館の役割 『読書バリアフリー法』と"読書の権利と著者の権利の調和"」『出版ニュース』第2503号、2019年1月上・中旬、p.12-15。
- 井上奈智「著作権法改正とマラケシュ条約とTPP11による図書館実務への影響 (特集 トピックスで追う図書館とその周辺)」『図書館雑誌』第113巻第2号（通号1143）、日本図書館協会図書館雑誌編集委員会（編）、2019年2月、p.72-74。